# Aeródromo de Pikin Guerrero
El aeródromo de Pikin Guerrero (OACI: MNPG) es un aeródromo público nicaragüense que sirve al pueblo de Pikin Guerrero y las zonas rurales aledañas en el departamento de Chontales, Nicaragua. El aeródromo está ubicado a 1,5 kilómetros al este de Pikin Guerrero y a 4,7 kilómetros al norte del lago Cocibolca.

## Información técnica
La pista de aterrizaje del aeródromo es de tierra y césped y mide 760 metros en longitud. 
El VOR-DME de Managua (Ident: MGA) está localizado a 92 kilómetros al oeste del aeródromo.